# Рейс (Нідерланди)
Рейс (нід. Rijs) — село в нідерландській провінції Фрисландія на узбережжі штучного прісного озера Ейсселмер. Входить до муніципалітету Фріске-Маррен.
Його площа становить 5,42 км², а населення станом на 2021 рік складало 175 осіб.
Перша згадка про населений пункт датується 1333 роком.

## Галерея

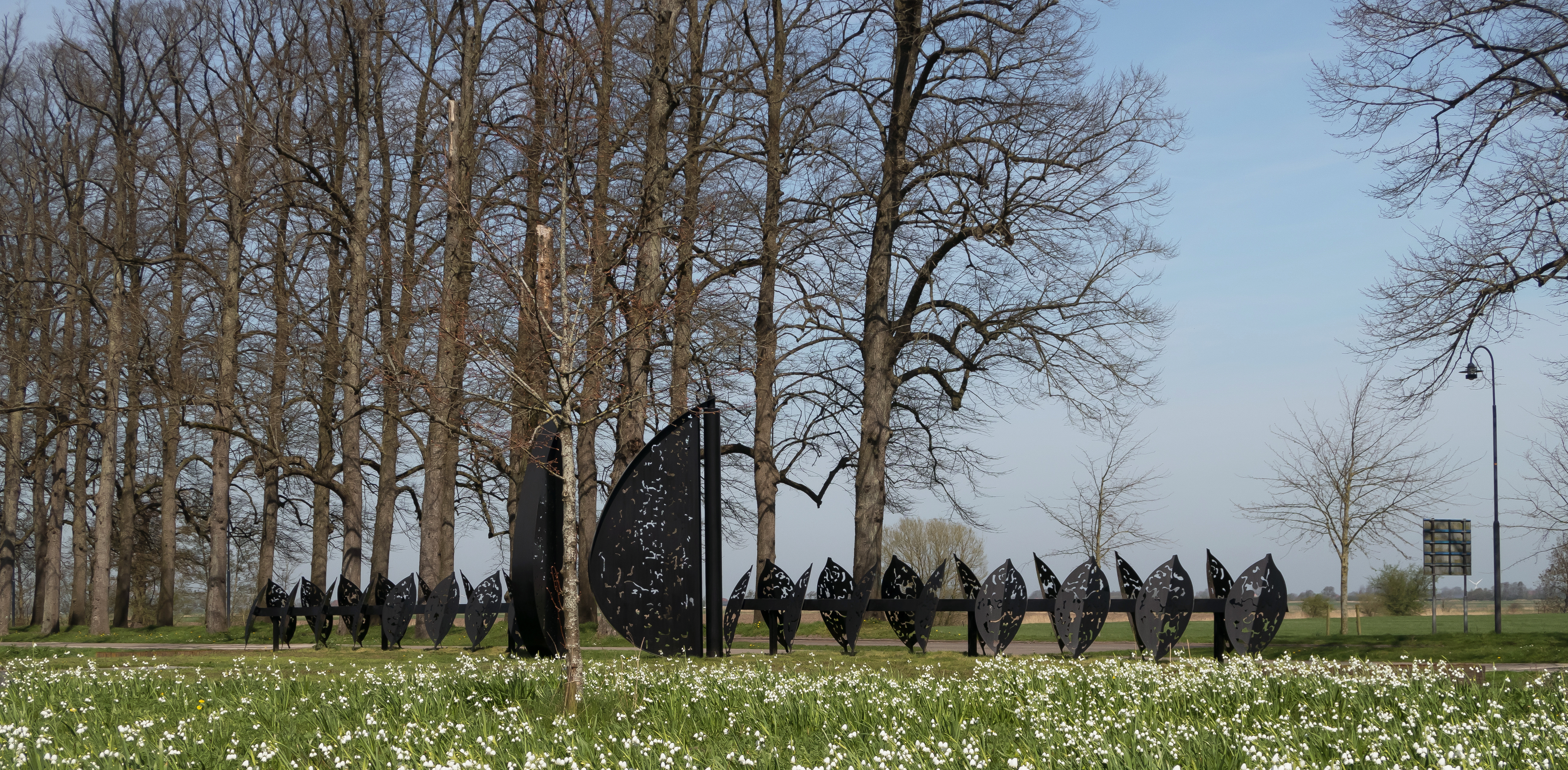
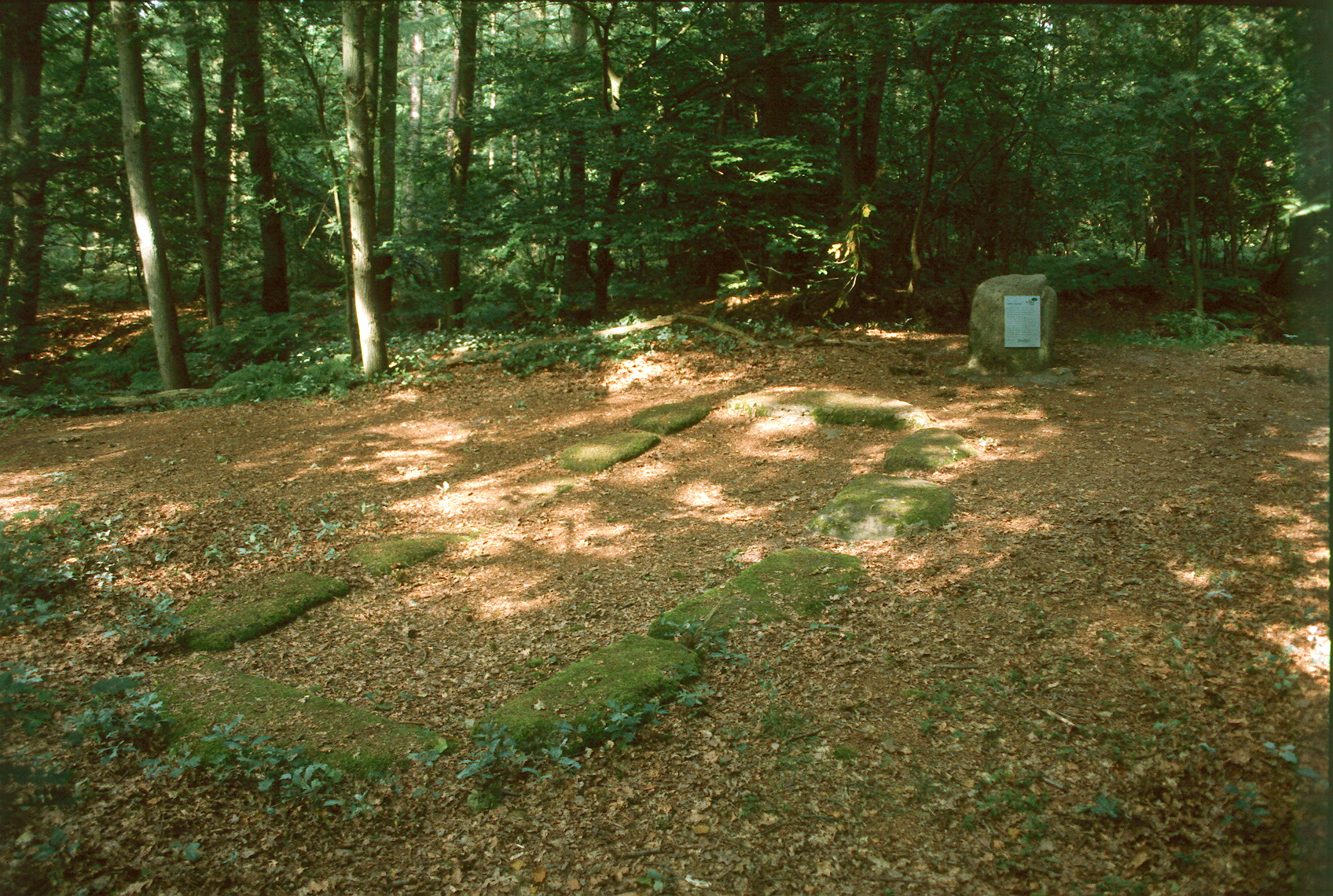
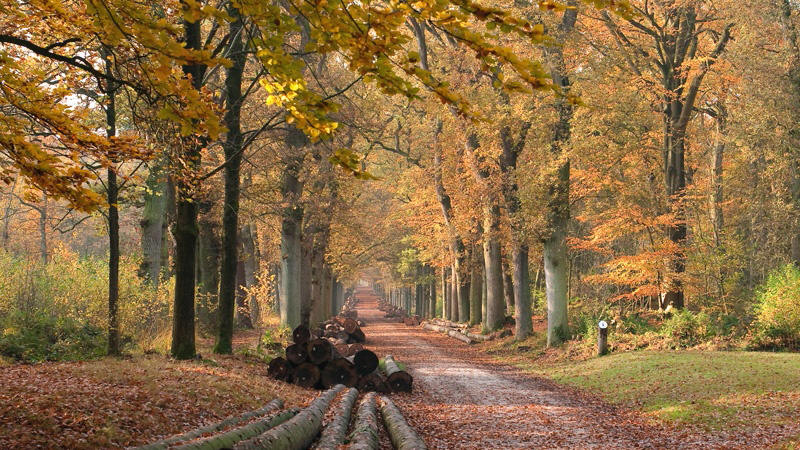
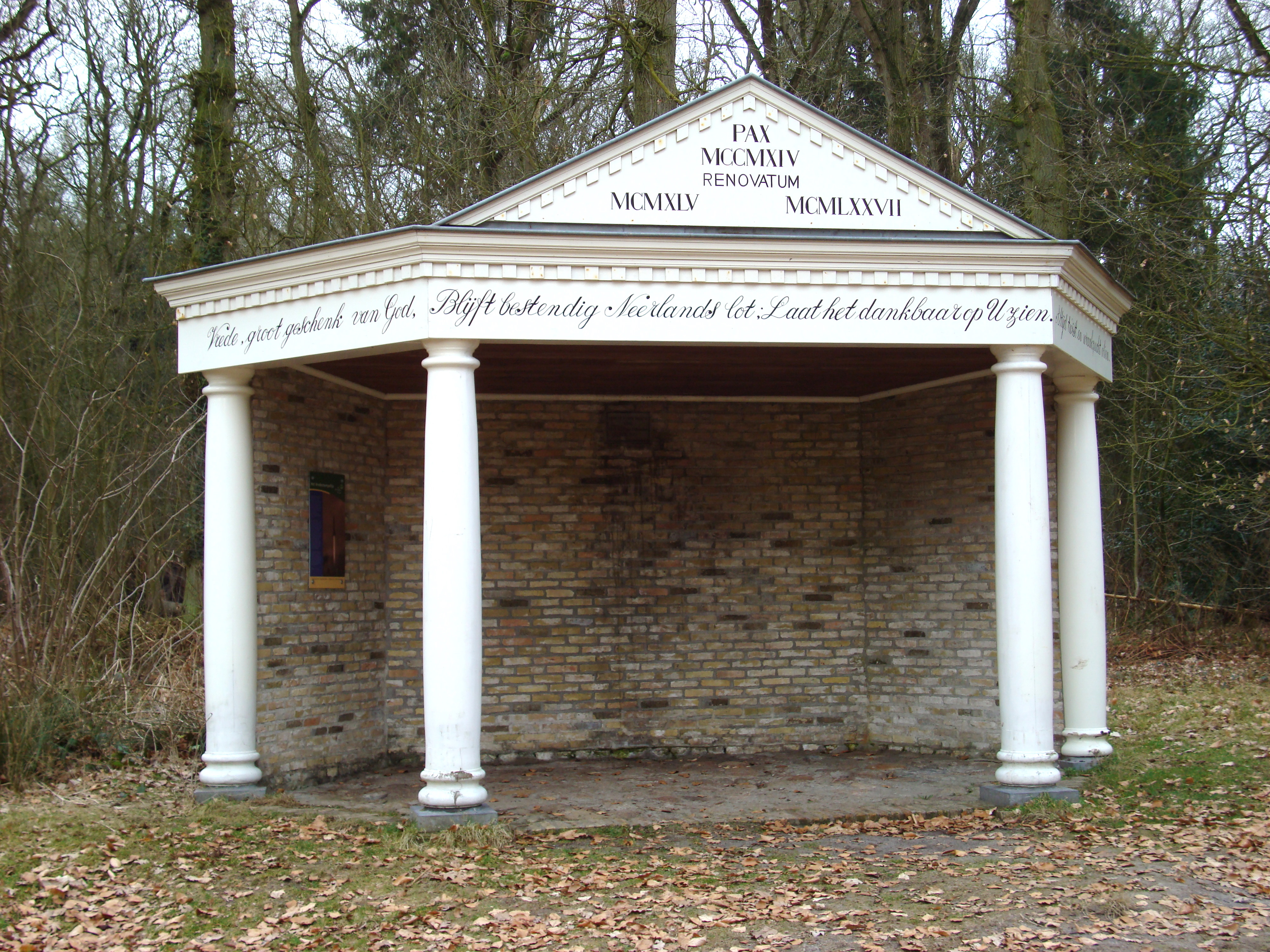